# روجرز: المسرحية الموسيقية
روجرز: المسرحية الموسيقية (بالإنجليزية: Rogers: The Musical) هي مسرحية موسيقية خيالية ظهرت لأول مرة ضمن عالم مارفل السينمائي (MCU)، وتحديدًا في مسلسل Hawkeye الصادر عام 2021 على منصة ديزني+. تحكي المسرحية حياة البطل الخارق ستيف روجرز / كابتن أمريكا بأسلوب غنائي درامي، وتمزج بين الكوميديا والدراما في استعراض مسرحي يظهر كيف يُنظر إلى الأبطال في ثقافة ما بعد المعركة.

## العرض الأول
ظهرت المسرحية للمرة الأولى في الحلقة الأولى من مسلسل Hawkeye (2021)، حين يذهب “كلينت بارتون” مع أولاده لمشاهدتها في برودواي. وقد أبدى كلينت انزعاجه من الطريقة التي صوّرت بها المسرحية معركة نيويورك، ووجود شخصيات لم تشارك فيها مثل “Ant-Man”، مما يسلّط الضوء على فكرة التزييف أو المبالغة في الإعلام الشعبي.

## الحبكة داخل المسرحية
تدور أحداث المسرحية داخل عالم مارفل حول:
- حياة ستيف روجرز، بدايةً من كونه شابًا ضعيف البنية في بروكلين.
- مشاركته في الحرب العالمية الثانية.
- تجمده في الجليد وعودته بعد عقود.
- بطولاته في معارك العصر الحديث، وخصوصًا معركة نيويورك.
- علاقته بزملائه مثل آيرون مان وثور وهالك.

واحدة من أبرز لحظات المسرحية كانت الأغنية الجماعية الشهيرة:
“Save the City”
التي تؤدى بأسلوب استعراضي عنيف يصور المعركة مع الكائنات الفضائية.

## عناصر الأسلوب
- تعتمد المسرحية على الأسلوب الغنائي الدرامي الاستعراضي الذي يجمع بين الفكاهة والبطولة.
- تحاكي عروض برودواي الشهيرة من حيث الموسيقى والرقص.
- تحتوي على تصميمات أزياء مبالغ فيها وتصوير غير دقيق لبعض الشخصيات.

## الإنتاج الفعلي
في يوليو 2023، أعلنت شركة ديزني بالتعاون مع مارفل ستوديوز عن تقديم نسخة واقعية ومختصرة من المسرحية داخل Disney California Adventure Park، كجزء من احتفالية “Summer of Heroes”.
العرض استمر لمدة محدودة، ولاقى اهتمامًا واسعًا من جمهور مارفل.
الأغاني
- Save the City – الأغنية الأشهر في المسرحية، كتبها الثنائي الغنائي Marc Shaiman و Scott Wittman، وهما أيضًا من كتب موسيقى أفلام شهيرة مثل Hairspray.

التفاعل الجماهيري
- أثارت المسرحية داخل مسلسل Hawkeye موجة من التفاعل على الإنترنت.
- عبر بعض المشاهدين عن إعجابهم بالفكرة الساخرة التي تصور كيف يمكن لوسائل الإعلام والفن أن “تسوق” قصص الأبطال.
- بينما رأى آخرون أن العرض كان مبالغًا فيه ويقلل من عمق الشخصيات.

```
==في الثقافة الشعبية ==
```

أصبحت عبارة “I can do this all day”، وهي إحدى العبارات الشهيرة في المسرحية وعلى لسان كابتن أمريكا، رمزًا مستخدمًا بين محبي السلسلة.
انظر أيضًا
- كابتن أمريكا
- عالم مارفل السينمائي
- مسلسل Hawkeye
- أغنية Save the City